# 천방지축 덩크슛
천방지축 덩크슛은 타츠노코 프로덕션이 제작한 TV 애니메이션 시리즈이다. 1981년 10월 4일부터 1982년 12월 26일까지 후지 TV에서 총 65화로 방영되었다.
대한민국에서는 1997년 10월 29일부터 1998년 2월 12일까지 SBS에서 방영되었다.

## 이야기
카페이는 농구 선수에게 특별한 장애물이 있다. 그는 키가 1m도 되지 못한다.

## 등장인물
- 사카모토 카페이 (강기찬)
- 아키 아카네 (은초롱)
- 타치바나 카오루
- 나츠 카오리
- 쿄시로
- 우시야마
- 시마다
- 이시야마
- 오카자키
- 스브리
- 다이바 히로시 (왕타)
- 죠 코커
- 세이치로 (깜보)
- 노리카즈
- 하마고릴라
- 혼다
- 고하라
- 아츠코
- 아카네의 부모